# Тарасовка (Тульчинский район)
Тара́совка (укр. Тарасівка) — село на Украине, находится в Тульчинском районе Винницкой области.
Код КОАТУУ — 0524385801. Население по переписи 2001 года составляет 866 человек. Почтовый индекс — 23630. Телефонный код — 4335.
Занимает площадь 39,23 км².

## Адрес местного совета
23630, Винницкая область, Тульчинский р-н, с. Тарасовка, ул. Советская, 82